# Ísafjörður

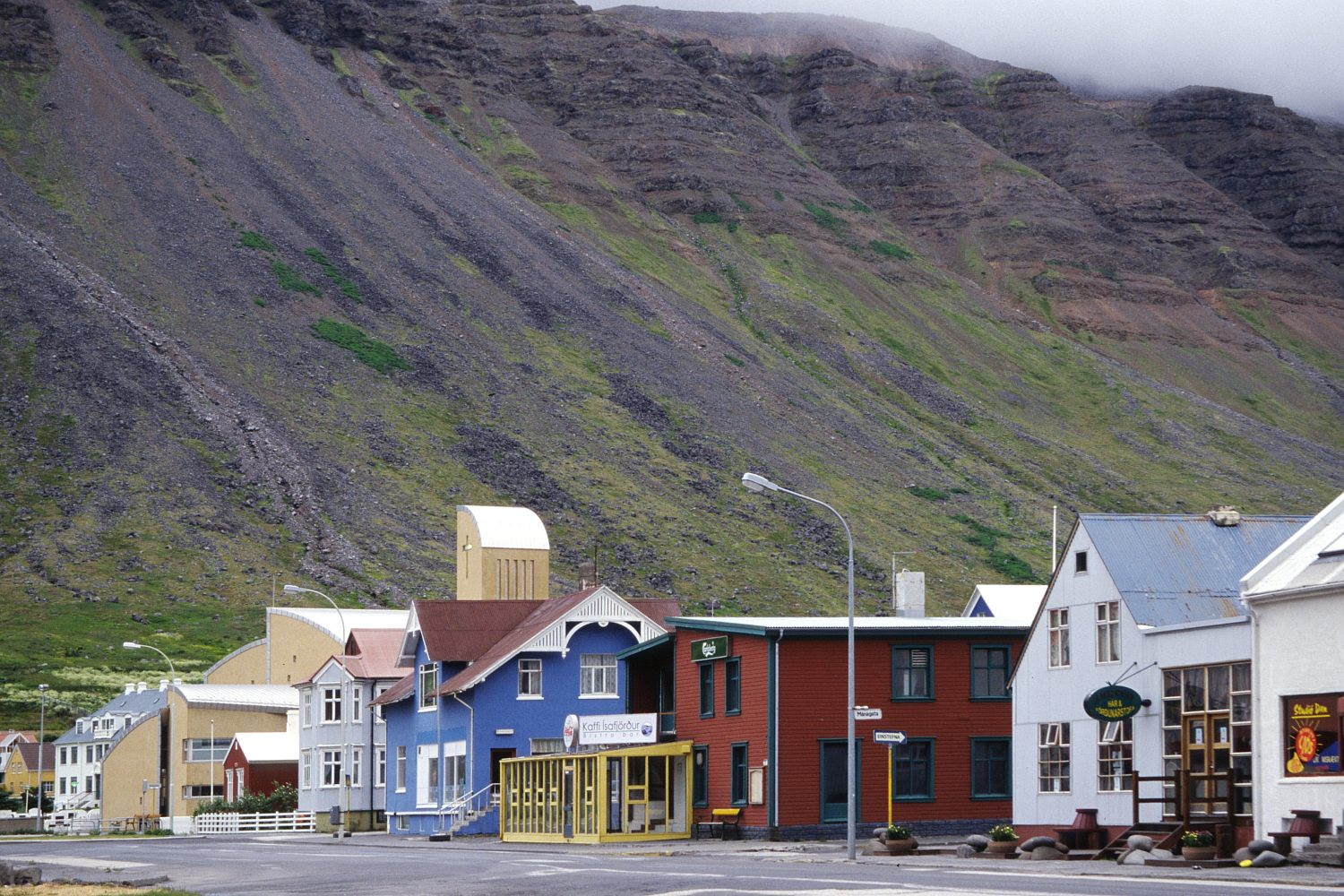
Ísafjörður

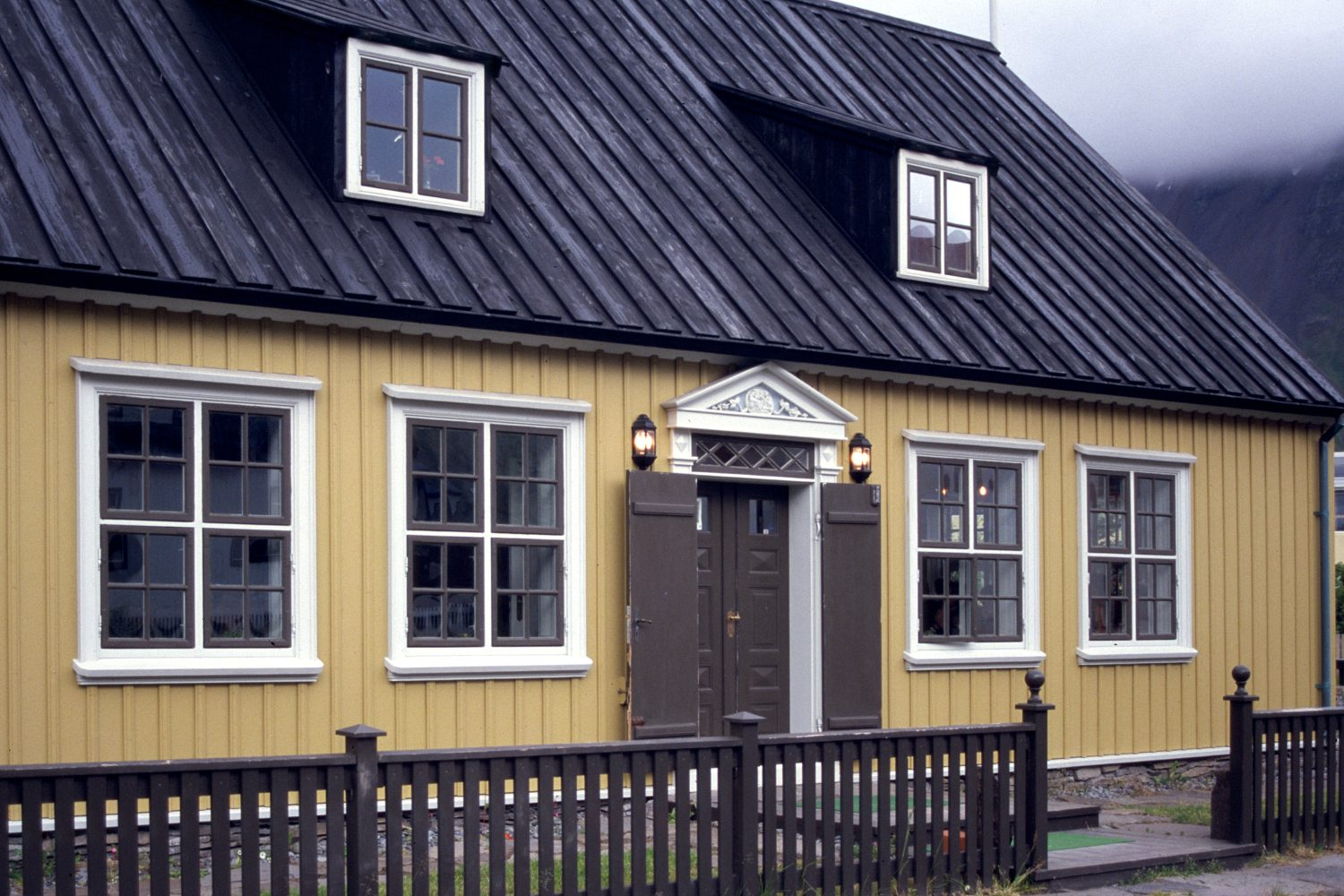
Restaurangen Faktorshúsið i Hæstakaupstaður ligger i ett av de äldsta husen i Ísafjörður.

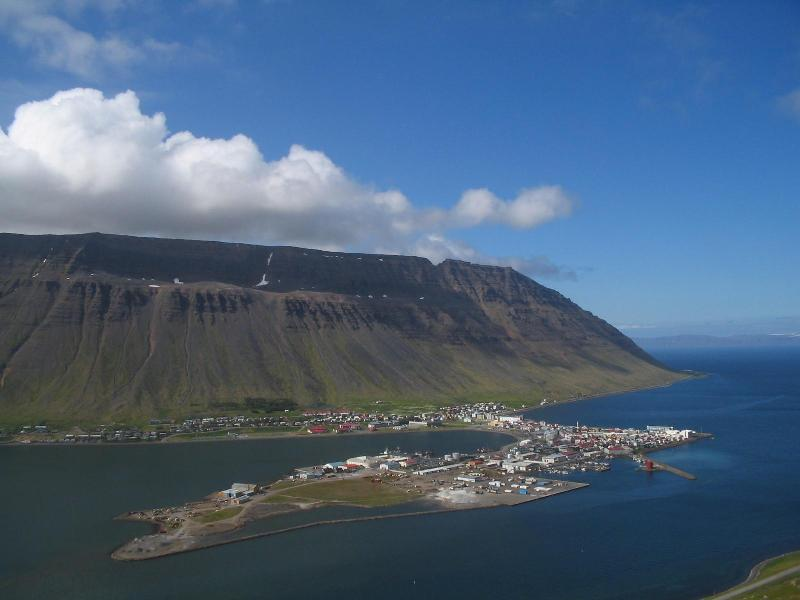
Ísafjörður

Ísafjörður ([ˈiːsaˌfjœrðʏr̥]
 ( lyssna)) är ett samhälle på nordvästra Island med 2 744 invånare (1 januari 2023).
Det är centralort i Ísafjarðarbær kommun. Ísafjörður fick stadsrättigheter 1866. Samhället ligger på en sandig halvö, eller eyri, i Skutulsfjörður som är en fjord som mynnar ut i den större fjorden Ísafjarðardjúp i regionen Västfjordarna.

## Näringsliv
Samhället har en mycket viktig fiskehamn och fiskeindustrier samt ett skeppsvarv. Det finns också en elektronisk industri. Företaget Kerecis producerar en medicinsk terapiprodukt från torskskinn, en gång en avfallsprodukt, som påskyndar läkningsprocessen av kroniska sår och brännskador, och investerar i forskning och utveckling inom detta område.
Ísafjörður har även en inrikesflygplats, och Islands äldsta biograf, som ännu visar filmer dagligen i sin 1920-talssalong.[källa behövs]
Ett svenskt vicekonsulat etablerades i Isafjördur 1881, upphöjdes till konsulat 1984 samt drogs in 1996.

## Sport
Varje år i slutet av april/början av maj har Fossavatn Ski Marathon, en öppen längdskidtävling, arrangerats i Ísafjörður sedan 1935 och har varit en del av Worldloppet sedan 2014.
European Swamp Soccer Championship (träskfotboll) har hållits i Ísafjörður varje år sedan 2006 i slutet av juli/början av augusti.

## Kända personer från Ísafjörður
- Ólafur Ragnar Grímsson, Islands president 1996-2016.